# 館林市立第一小学校
館林市立第一小学校（たてばやししりつ だいいちしょうがっこう）は、群馬県館林市代官町にある公立小学校。

## 沿革
- 1873年12月 - 館林町谷越町善導寺に一校を仮設し館林小学西舎と称する
- 1882年11月 - 館林東舎と館林西舎が合併して館林小学校と改称する（生徒数432名）
- 1885年4月 - 群馬県学区改正により、邑楽第一小学校と改称する
- 1886年1月 - 群馬県小学校教則の改正により、尋常・高等の二科にわかれ、各修業4ヵ年の課程となる
- 1887年6月 - 館林尋常小学校と改称する
- 1900年 - 小学校令の改正により授業料の徴収が廃止され、級長制、父兄懇談会、遠足、運動会なども始まる
- 1908年 - 小学校令の改正により義務教育年限4年を6年に延長し、高等科が併設される
- 1929年4月 - 本校より分かれて、南尋常小学校（現在の第二小学校）開校式が行われる
- 1941年4月 - 館林北国民学校と改称する
- 1947年 - 6・3・3制実施、新制中学校が本校裏校舎を用いて誕生、館林町立館林北小学校と改称する
- 1948年7月 - 学校給食を実施する
- 1954年4月 - 館林市制がしかれ、館林市立館林北小学校と改称する
- 1955年11月 - 完全給食を実施する
- 1965年7月 - 新校舎建築地鎮祭挙行する
- 1966年4月 - 館林市立第一小学校と改称する
- 1967年4月 - 特殊学級を設置する
- 1967年12月 - 鉄筋3階建新校舎竣工
- 1968年2月 - 旧木造校舎3棟の解体工事はじまる
- 1968年8月 - 講堂移転開始、招魂社境内で館林邑楽武道館として生まれかわる
- 1970年8月 - 校舎新築竣工式典をあげる
- 1985年3月 - 創立111周年記念「一小の歴史」を発行する
- 1989年12月 - 「平和と愛の鐘」を設置し、記念式典を行う
- 1998年9月 - 音楽室にグランドピアノを購入する
- 2000年11月 - 校舎竣工記念式典挙行
- 2005年6月 - 各教室に扇風機を設置する

## 教育目標
- すすんで学び　心豊かでたくましい　一小っ子

## 校歌
中田浩一郎 作詞 井上武士 作曲

## 学区
本町一丁目、本町二丁目の一部、仲町、西本町、台宿町、朝日町、広内町、代官町、大街道一丁目、大街道二丁目、大街道三丁目、新栄町、成島町の一部、栄町、岡野町の一部、坂下町、東広内町

## 日本における機械製粉発祥の地
当校の敷地は、1901年（明治34年）5月3日に日清製粉の前身の「館林製粉」が日本で初めて機械製粉を始めた場所である。

## 学校周辺
- 館林記念病院
- 五宝寺
- 長良神社
- 館林市立第一中学校
- 館林市立北幼稚園
- 館林市立長良保育園

## 関係者

### 出身者
- 田山花袋（小説家）
- 小室翠雲（画家）
- 藤牧義夫（版画家）
- 藤野天光（彫刻家）
- 向井千秋（宇宙飛行士）
- 大谷清美（群馬テレビアナウンサー）
- 栁田大輝（陸上選手）